# Stade Cheikha Ould Boïdiya
Le Stade Cheikha Ould Boïdiya (en arabe : ملعب شيخا ولد بيديا) est un stade de football situé à Nouakchott en Mauritanie.  Inauguré en 1969, il a une capacité de 8 200 places.

## Situation
Le stade est situé au croisement de la rue Mohamed Lemine Sakho et de la rue de l'Espoir.

## Histoire
Le stade ouvre ses portes en 1969, un an après le lancement de sa construction, sous le nom de Stade de la Capitale. En 2012, celui-ci change de nom et devient le Stade Cheikha Ould Boïdiya.
En 2019, le stade connaît des travaux de rénovation et d'extension financés en partie par la FIFA. Celui-ci se dote d'un restaurant, d'une cafétéria et d'une boutique, et voit sa capacité passer de 6 000 à plus de 8 000 places.
En 2021, le stade accueille plusieurs rencontres de la Coupe d'Afrique des nations des moins de 20 ans 2021, dont la finale entre le Ghana et l'Ouganda le 6 mars 2021.